# Bons pour le service
Pour plus de détails, voir Fiche technique et Distribution.
Bons pour le service (titre original : Bonnie Scotland) est un film américain réalisé par James W. Horne, sorti en 1935, mettant en scène Laurel et Hardy.

## Synopsis
Laurel et Hardy se retrouve dans un régiment écossais en Inde...

## Fiche technique
- Titre original : Bonnie Scotland
- Titre français : Bons pour le service
- Réalisation : James W. Horne
- Scénario : Frank Butler et Jefferson Moffitt
- Photographie : Art Lloyd
- Montage : Bert Jordan
- Producteur : Hal Roach
- Société de production : Hal Roach Studios
- Société de distribution : Metro-Goldwyn-Mayer
- Pays de production :  États-Unis
- Langue : anglais
- Format : Noir et blanc - 35 mm - 1,37:1  -  sonore
- Genre : Comédie
- Longueur : huit bobines
- Dates de sortie :
  - États-Unis : 23 août 1935
  - France: 2 avril 1936

## Distribution

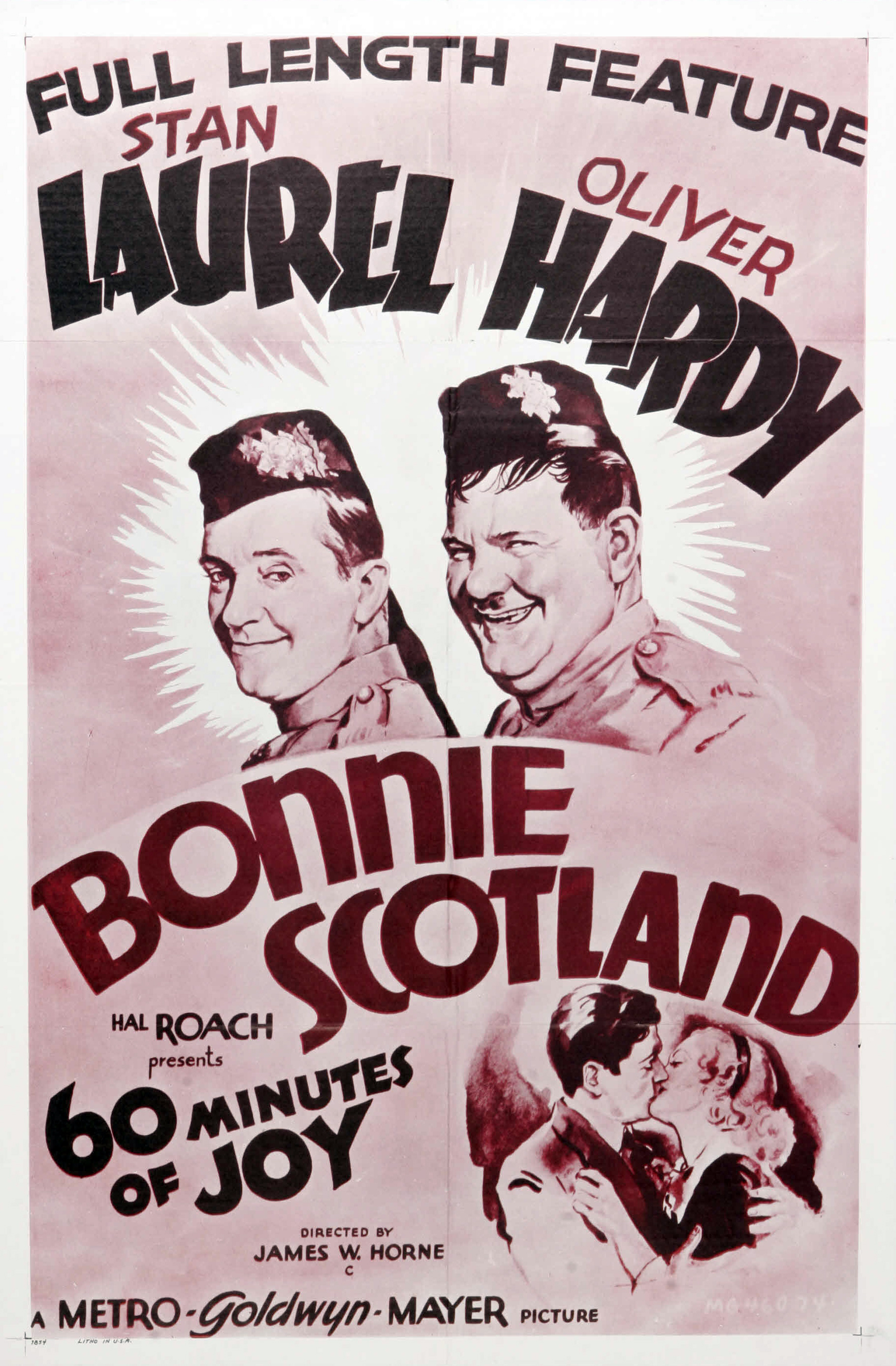
Affiche du film.

Source principale de la distribution
Légende : 1er doublage / 2e doublage
- Stan Laurel (VF : Franck O'Neill / Michel Roux) : Stanley MacLaurel
- Oliver Hardy (VF : Roger Tréville / Roger Carel) : Oliver Hardy
- June Lang : Lorna MacLaurel
- William Janney (VF : Bernard Murat) : Allan Douglas
- Anne Grey (VF : Nadine Alari) : Lady Violet Ormsby
- Vernon Steele (VF : Jean Lagache) : Colonel Gregor McGregor
- James Finlayson (VF : Noel Roquevert / Philippe Dumat) : Sergent Major Finlayson
- Walter Long : « Le Tigre »
- David Torrence (VF : Jean-Henri Chambois) : Me. Miggs, notaire
- Maurice Black (VF : Francis Lax) : Khan Mir Jutra (Omar Jutra en VF)
- Daphne Pollard : Millie, la bonne
- Mary Gordon (VF : Lita Recio) : Mme Bickerdike
- Lionel Belmore : le forgeron

Parmi la distribution non créditée :
- Charlie Hall : un mercenaire
- Jack Hill : un homme dans le hall de l'hôtel / une nouvelle recrue / un mercenaire
- Claude King (VF : Michel Gudin) : Général Fletcher
- Sam Lufkin : un mercenaire
- Lal Chand Mehra : un hindou